# Casa Gainés (Gelida)
La Casa Gaynés és una obra noucentista de Gelida (Alt Penedès) protegida com a Bé Cultural d'Interès Local.

## Descripció
Casa aïllada amb jardí al voltant, d'estil noucentista. Fa cantonada amb el carrer de la Font-freda. Consta de planta baixa i un pis. La coberta és de teula àrab. Són elements remarcables d'aquesta construcció les escalinates d'accés i les balustrades de les terrasses, així com la riquesa de volums i de formes en unes dimensions reduïdes. L'obra es troba en un context de torres d'estiueig.